# КК Железничар Чачак
Кошаркашки клуб Железничар Чачак је српски кошаркашки клуб из Чачка. Основан је 1949. године. Своје домаће утакмица КК Железничар игра у Прехрамбено-угоститељској школи у Чачку, капацитета 600 места. Тренутно се такмичи у Другој лиги Србије.

## Бивши играчи

### Александар Николић
Бивши играч КК Железничар Чачак био је Александар Николић, касније професионални тренер и селектор репрезентације Југославије предводио репрезентацију на Европском првенству 1977. и Светском првенству 1978. На оба првенства је освојено злато. Николић се често назива „Отац југословенске кошарке“. Њему у част хала на Богословији у Београду носи његово име.
ФИБА му је 1995. доделила Орден части. У Алкобендасу предграђу Мадрида, Шпанија, 1. марта 2007. године, отворена је Кућа славних Међународне кошаркашке федерације. У првој групи чланова куће, заједно са још 5 кошаркашких тренера који су задужили светски кошаркашки спорт налази се и име Александра Николића.

### Драган Кићановић
Драган Кићановић је најтрофејни [Чачак| чачански] и [Југославија|југословенски] кошаркаш који. Освојио је златну медаљу на Европским првенствима 1973, 1975, 1977, сребрну медаљу на 1981. и бронзане медаље 1979. Освојио је Балканска првенства у кошарци 1973, 1974, 1975 и 1976. Са Светских првенстава има златну медаљу са Светског првенства 1978. у Манили (на ком је био најкориснији играч првенства), сребрну са Првенства света 1974. у Порторику и бронзану медаљу са Првенства света 1982. у Калију, Колумбија. Освојио је златну медаљу на Олимпијским играма 1980. у Москви. За репрезентацију је одиграо укупно 211 утакмица и постигао 3290 поена.
1982. године је примио златну значку Спорта, награду за најбољег спортисту у Југославији.
Ушао је 2010. Кућу славних Међународне кошаркашке федерације.